# رابرت فایف
رابرت فایف (انگلیسی: Robert Fyfe؛ ‏ (۲۵ سپتامبر ۱۹۳۰ – ۱۵ سپتامبر ۲۰۲۱) بازیگر اهل بریتانیا بود.
از فیلم‌ها یا برنامه‌های تلویزیونی که وی در آن نقش داشت، می‌توان به در انتهای دوران میانسالی، دور دنیا در ۸۰ روز، بابل، برک و هیر و کلاود اطلس اشاره کرد.